# توماس بربور (سياسي)
توماس بربور (بالإنجليزية: Thomas Barbour)‏ هو سياسي أمريكي وبريطاني (وحمل سابقاً جنسية مملكة بريطانيا العظمى)، ولد في 1735 في مقاطعة أورانج في الولايات المتحدة، وتوفي في 16 مايو 1825 في الولايات المتحدة.